# Erfurt–Weimar repülőtér
A Erfurt–Weimar repülőtér (IATA: ERF, ICAO: EDDE) egy nemzetközi repülőtér Németországban, Erfurt és Weimar közelében.

## Forgalom
Az utasforgalom az elmúlt években az alábbi módon változott:
| Utasok száma | 96 574 | 471 624 | 464 681 | 356 378 | 270 267 | 280 918 | 226 586 | 282 731 | 156 326 | 137 779 |
|              | 1998   | 2001    | 2003    | 2006    | 2009    | 2011    | 2014    | 2017    | 2019    | 2022    |

## Légitársaságok és úticélok
2024-ben a Erfurt–Weimar repülőtérről az alábbi járatok indulnak (Utoljára frissítve: 2024-11-2):
| Légitársaság      | Célállomások                                        |
| ----------------- | --------------------------------------------------- |
| Aegean Airlines   | Szezonális charter: Heraklion                       |
| Air Cairo         | Szezonális: Hurghada (kezdődik 2025 március 31-től) |
| Corendon Airlines | Antalya, Hurghada Szezonális: Heraklion             |
| Eurowings         | Szezonális: Palma de Mallorca                       |
| Fly Lili          | Szezonális charter: Burgas                          |
| FlyEgypt          | Szezonális charter: Hurghada                        |
| Freebird Airlines | Szezonális: Antalya                                 |
| SunExpress        | Szezonális: Antalya                                 |
| Tailwind Airlines | Szezonális charter: Antalya                         |

## Megközelítése
Az erfurti villamos 4-es vonala érinti a repülőteret.